# Gaston Rébuffat

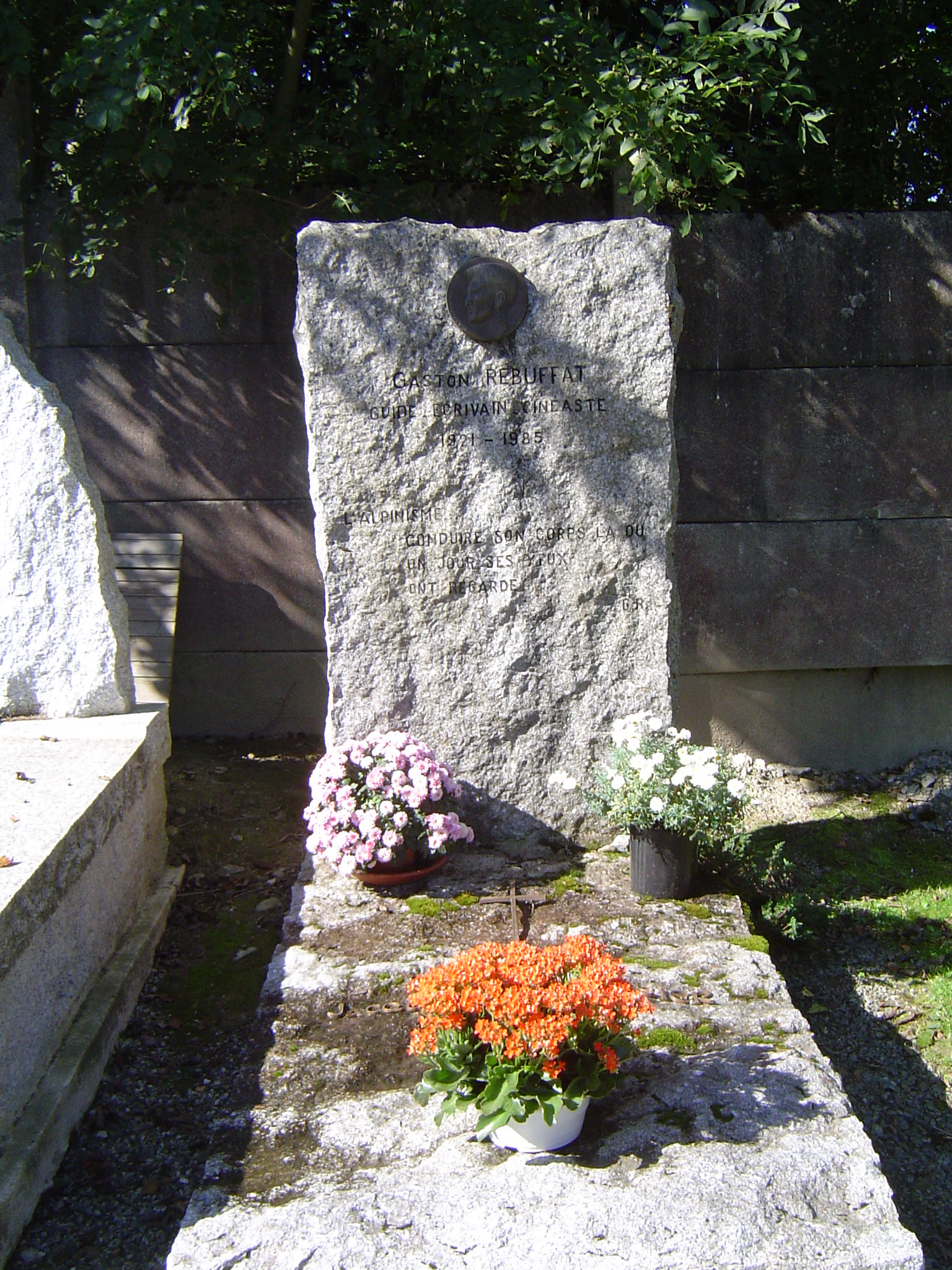
Náhrobek na hřbitově v Chamonix-Mont-Blanc

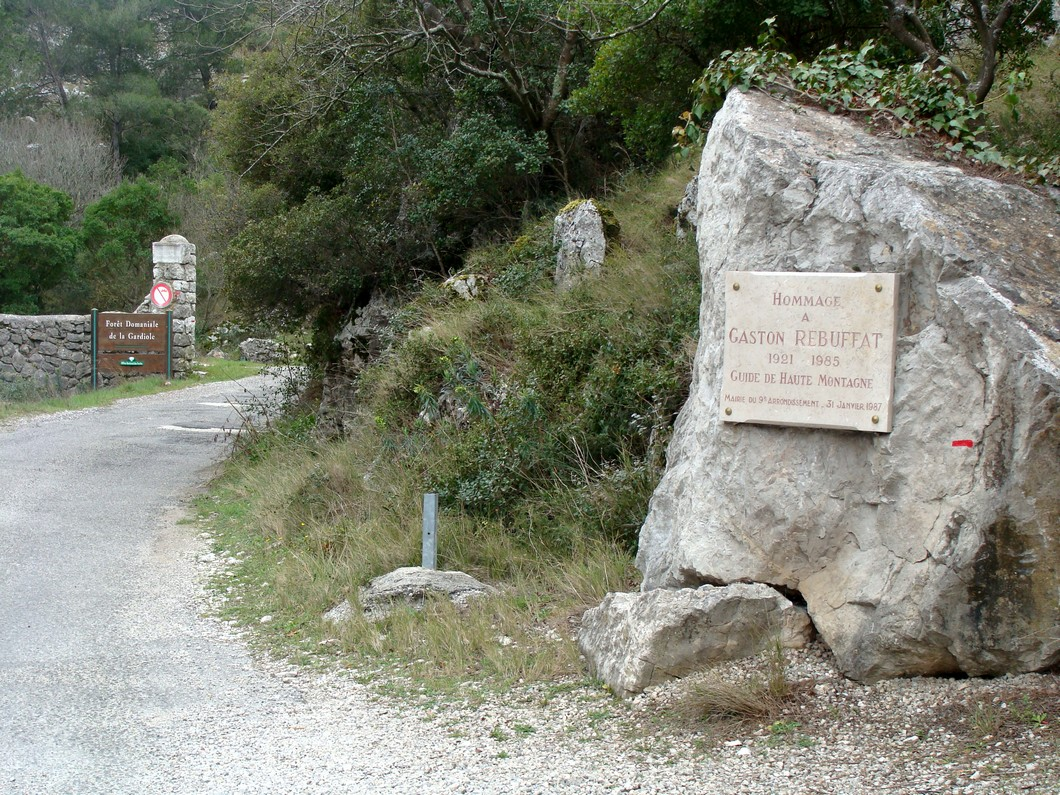
Pomník v rodišti Gastona Rébuffata

Gaston Rébuffat [gaston rebyfa] (7. května 1921, Marseille – 31. května 1985, Paříž) byl francouzský horolezec a horský vůdce, ale také režisér, fotograf a spisovatel.

## Život
Protože pocházel z Marseille, lézt začínal nejprve na skalách v Calanques, na první „pořádný kopec“ se dostal v roce 1938 – Barre des Ecrins (cca 4100 m n. m.).
V roce 1941 nastoupil u „Jeunesse et Montagne“ (Mládí a hory), absolvoval velké množství alpských výstupů (i provýstupů). Následující rok se stal horským vůdcem a roku 1944 instruktorem horolezectví. Ve stejném roce byla založena „École Nationale d’Alpinisme“, kde byl Rébuffat přijat jako učitel. Po přestávce zaviněné válkou opět školil ve znovuotevřené „École Militaire de Haute Montagne“. V roce 1945 společně s Eduardem Frendo jako druzí přelézlií Walkerův pilíř na Grandes Jorasses (prvovýstup 1938; Riccardo Cassin, Esposito, Tizzoni), o dva roky později se skupinou frekventantů přelezli Centrální pilíř.
Později se přestal živit jako instruktor a stal se samostatným horským vůdcem. O horách a výstupech na ně psal články, knihy a natáčel filmy. V roce 1947 se oženil s Francoise Darde, měl s ní dvě dcery a syna.
V roce 1950 se zúčastnil expedice na Annapúrnu. Maurice Herzog a Louis Lachenal tehdy jako první lidé stáli na vrcholu osmitisícovky. Během sestupu udělali chybu a silně omrzli, Rébuffat a Lionel Terray jim pomáhali z posledního tábora zpět do údolí.
Okolo roku 1975 se u něj objevila rakovina, bojoval s ní, stále lezl, dělal i prvovýstupy, publikoval a v roce 1984 dostal Řád čestné legie. Následujícího roku zemřel.

## Památka
- náhrobek na hřbitově v Chamonix-Mont-Blanc
- pomník v rodišti Gastona
- busta na náměstí Sebastopol v Marseille[1]

## Dílo

### Fotografie
Ve fotografii i filmu ukazuje lidem krásu horolezectví, kdy horolezec v horách přestává být pouze měřítkem k velikosti horských scenérií. Touto jeho nejznámější inscenací je fotografie, ve které stojí s lanem v ruce na skalní jehle, ta patří také mezi několik předmětů, které NASA vyslala do vesmíru uvnitř sondy, jako poselství lidstva.

### Film
- 1953: Des hommes et des montagnes; spoluautor scénáře, spolurežisér, herec
- 1959: Third Man on the Mountain; režie horolezeckých scén
- 1975: televizní pořad Les rendez-vous du dimanche; host pořadu v roce 1976
- 2009: Le Monde de Gaston Rébuffat / Svět Gastona Rebuffata; režie: Denis Steinberg, Gilles Chappaz; Francie, dokumentární, životopisný, je zde uvedený i kompletní výčet jeho filmů